# Emilio Rentería García
Emilio Rentería (Caracas, 9 d'octubre de 1984) és un futbolista veneçolà, que ocupa la posició de davanter.

## Trajectòria
En edat juvenil, fitxa pel Llevant UE, amb qui passa pels diferents filials, fins a debutar amb els valencians a Segona Divisió. El 2004 retorna al seu país, primer al Deportivo Italia, on marca 12 gols.
Marxa llavors a UA Maracaibo, club en el qual hi roman dues campanyes. Posteriorment signa amb el Caracas FC. Amb el club capitalí aplega als quarts de final de la Copa Libertadores, la millor classificació de la història de l'entitat.
L'agost de 2009 recala al Columbus Crew, de la Major League Soccer estatunidenca.

## Internacional
Rentería ha disputat tres partits amb la selecció de Veneçuela.